# Maciej Lampe
Maciej Bolesław Lampe (Łódź, 5 de febrer de 1985) és un jugador de bàsquet professional polonès. Fa 2,11 metres d'alçada, i juga habitualment en la posició d'aler pivot. Té també la nacionalitat sueca després d'haver viscut des de petit a Estocolm.

## Trajectòria esportiva

### Primers anys
Lampe va arribar a Espanya el 2001, per fitxar pel Reial Madrid, jugant en l'equip filial el seu primer any a la Lliga EBA, amb una mitjana 17,4 punts i 9,7 rebots per partit. A més, va jugar amb el primer equip en 6 partits. A l'any següent va ser cedit a l'equip de la Universitat Complutense de la lliga LEB perquè disposés de més minuts. Allà va fer la mitjana 18,6 punts per partit, en els 17 partits que va disputar, alternant les seves actuacions amb les que va fer amb el Reial Madrid a l'Eurolliga.

### NBA
Va ser triat en la trentena posició de la segona ronda del Draft de l'NBA del 2003 pels New York Knicks. Va participar en la lliga d'estiu Rocky Mountain Revue, on va ser triat en el millor quintet, després de fer 17,2 punts i 7,0 rebots per partit de mitjana. Després de perdre's els primers 30 partits per lesió, va ser traspassat a Phoenix Suns el 5 de gener de 2004, on es convertiria en el jugador més jove de la història de l'equip en jugar amb els Suns, amb 18 anys.
A gener de 2005 va ser traspassat juntament amb Casey Jacobsen i Jackson Vroman a New Orleans Hornets a canvi de Jim Jackson i una segona ronda del draft del 2005. Allà hi va jugar 21 partits, amb una mitjana de 3,4 punts i 2,7 rebots per partit.
El febrer de 2006 va ser traspassat a Houston Rockets a canvi del base Moochie Norris. Als Rockets únicament hi disputà 4 partits, amb una mitjana 1,0 punts per nit.
| Temporada | Edat | Equip                      | Lliga | P  | TIT | MIN  | TC  | TCA | %TC  | 3P  | 3PA | %3P  | TL  | TLA | %TL  | R.OF. | R.DEF. | REB | ASIS | ROB | TAP | PER | FP  | PTS |
| 2003-04   | 18   | Phoenix Suns               | NBA   | 21 | 0   | 10.7 | 2.0 | 4.2 | .489 | 0.0 | 0.2 | .000 | 0.5 | 0.6 | .769 | 0.4   | 1.7    | 2.1 | 0.4  | 0.1 | 0.1 | 0.7 | 1.3 | 4.6 |
| 2004-05   | 19   | TOTAL                      | NBA   | 37 | 0   | 10.3 | 1.3 | 3.6 | .371 | 0.1 | 0.1 | .500 | 0.4 | 0.6 | .682 | 0.6   | 1.8    | 2.4 | 0.3  | 0.1 | 0.2 | 0.5 | 1.4 | 3.1 |
| 2004-05   | 19   | Phoenix Suns               | NBA   | 16 | 0   | 7.4  | 1.1 | 3.1 | .347 | 0.1 | 0.2 | .667 | 0.5 | 0.8 | .667 | 0.6   | 1.4    | 2.0 | 0.1  | 0.1 | 0.1 | 0.6 | 1.3 | 2.8 |
| 2004-05   | 19   | New Orleans Hornets        | NBA   | 21 | 0   | 12.4 | 1.5 | 4.0 | .386 | 0.0 | 0.0 | .000 | 0.3 | 0.5 | .700 | 0.7   | 2.0    | 2.7 | 0.5  | 0.2 | 0.2 | 0.3 | 1.5 | 3.4 |
| 2005-06   | 20   | TOTAL                      | NBA   | 6  | 0   | 4.7  | 0.3 | 1.8 | .182 | 0.0 | 0.0 |      | 0.0 | 0.3 | .000 | 0.7   | 0.8    | 1.5 | 0.3  | 0.0 | 0.0 | 0.5 | 0.3 | 0.7 |
| 2005-06   | 20   | N.Orleans/O.K.City Hornets | NBA   | 2  | 0   | 8.0  | 0.0 | 2.0 | .000 | 0.0 | 0.0 |      | 0.0 | 0.0 |      | 0.5   | 1.5    | 2.0 | 1.0  | 0.0 | 0.0 | 0.5 | 1.0 | 0.0 |
| 2005-06   | 20   | Houston Rockets            | NBA   | 4  | 0   | 3.0  | 0.5 | 1.8 | .286 | 0.0 | 0.0 |      | 0.0 | 0.5 | .000 | 0.8   | 0.5    | 1.3 | 0.0  | 0.0 | 0.0 | 0.5 | 0.0 | 1.0 |
| Total     |      |                            | NBA   | 64 | 0   | 9.9  | 1.5 | 3.6 | .407 | 0.0 | 0.1 | .250 | 0.4 | 0.6 | .676 | 0.6   | 1.6    | 2.2 | 0.3  | 0.1 | 0.2 | 0.5 | 1.3 | 3.4 |

### Retorn a Europa
El 2006 fitxa pel Dynamo Sant Petersburg, equip que es declara en fallida un dia abans de començar la competició, per la qual cosa Lampe accepta l'oferta del Khimki BC, equip amb el qual guanya la Copa de Rússia batent el CSKA Moscou a la final.
El juliol de 2009 signà un contracte amb el Maccabi Tel Aviv. D'allà va fitxar per Unics Kazan el 2009, per a posteriorment tornar el 2011 a Espanya, al Caja Laboral Baskonia.
L'agost 2013 fitxà pel FC Barcelona per les temporades amb opció a altra.

## Palmarès

### FC Barcelona
- 2013-2014 Lliga ACB[11]